# توني بروستران
توني بروستران (بالكرواتية: Toni Prostran) مواليد 9 أبريل 1991 في زادار، جمهورية كرواتيا الاشتراكية، هو لاعب كرة سلة كرواتي. بدأ مسيرته الاحترافية في سنة 2007. يحمل الرقم 10. يبلغ طوله 6 قدم 0 بوصة (1.8 م).

## المسيرة الاحترافية
لعب مع نادي زادار لكرة السلة من سنة 2007 إلى 2010، ثم لعب مع نادي زغرب لكرة السلة من سنة 2010 إلى 2012، ثم لعب مع نادي زادار لكرة السلة من سنة 2012 إلى 2014، ثم لعب مع نورشوبينغ دولفينز في موسم 2014–2015، ثم لعب مع نادي لوليو لكرة السلة في موسم 2015–2016، ثم لعب مع نادي نفيجيس لكرة السلة في سنة 2016.

## روابط خارجية
- توني بروستران على موقع الاتحاد الدولي لكرة السلة (الإنجليزية)
- توني بروستران على موقع الدوري الأوروبي لكرة السلة (الإنجليزية)
- توني بروستران على موقع كرة السلة الأوروبية.كوم (الإنجليزية)
- توني بروستران على موقع DraftExpress.com (الإنجليزية)
- توني بروستران على موقع ريلجم (الإنجليزية)
- توني بروستران على موقع بروبوليرز (الإنجليزية)
- توني بروستران على موقع سبورتس رفرنس (الإنجليزية)